# Powelliphanta
Powelliphanta je rod velkých plícnatých suchozemských plžů, jehož zástupci se endemitně vyskytují na Novém Zélandu. Jsou masožraví, živí se hlavně místními žížalami, ale i jinými plži. Zástupci rodu Powelliphanta jsou ohroženi invazivními druhy savců, kteří na těchto plžích predují.

## Systematika
Rod Powelliphanta popsal v roce 1945 A. C. O'Connor jako podrod jiného rodu novozélandských plžů, Paryphanta. Jméno rodu je složeninou příjmení novozélandského přírodovědce Badena Powella, který pracoval v Aucklandském muzeu, a rodu Paryphanta. F. M. Climo v roce 1976 povýšil podrod Powelliphanta na rod. V roce 2023 se uvádělo, že do rodu náleží nejméně 16 druhů 57 poddruhů. Taxonomie skupiny se nicméně stále vyvíjí a takový Powelliphanta augusta byl objeven teprve v roce 2008. Je možné, že skupina Powelliphanta gilliesi-traversi-hochstetteri-rossiana-lignaria-superba tvoří prstencový druh.
Rod Powelliphanta náleží do čeledi paryfantovití (Rhytididae), ve které lze nalézt i plže z Austrálie a jižní Afriky.

### Seznam druhů
Do rodu Powelliphanta se řadí mj. následující druhy (neúplný seznam):
- Powelliphanta annectens
- Powelliphanta augusta
- Powelliphanta fiordlandica
- Powelliphanta gilliesi
- Powelliphanta hochstetteri
- Powelliphanta lignaria
- Powelliphanta marchanti
- Powelliphanta patrickensis
- Powelliphanta rossiana
- Powelliphanta spedeni
- Powelliphanta superba
- Powelliphanta traversi

## Rozšíření

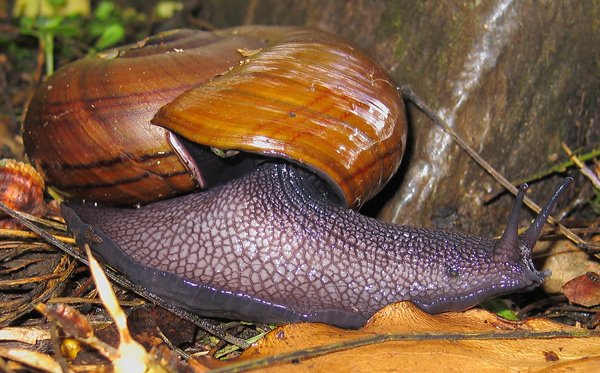
Powelliphanta hochstetteri hochstetteri

Plži rodu Powelliphanta jsou endemičtí Novému Zélandu, kde se vyskytují ve vlhké nížinaté i kopcovité buši, některé druhy obývají i alpínskou travnatou vegetaci nad hranicí lesa. Řada druhů se vyskytuje pouze na stanovištích s vápencovou půdou, jelikož potřebují vápník na tvorbu ulity i skořápek pro svá vejce. Plži rodu Powelliphanta získávají vápník z potravy, mj. jiných plžů. Plži Powelliphanta vyžadují vlhká stanoviště, protože na rozdíl od řady jiných plžů si nedokáží v období sucha vytvořit blanité víčko, kterým se brání proti vysušení.
Powelliphanta jsou hojní hlavně na severozápad od Nelsonu a v severním Westlandu. Některé druhy mají přitom velmi omezený areál výskytu. Extrémním případem je Powelliphanta gilliesi brunnea, jehož jediný známý areál výskytu se omezuje na půlhektarový úsek pastviny. Tento úsek byl místními ochranáři oplocen, aby se na něj nedostali jednak krávy, a jednak ježci a hlodavci.

## Popis
Ulita plžů rodu Powelliphanta může dosahovat průměru i přes 10 cm a váhy 90 g. Barva ulit se pohybuje od takřka černé přes červenohnědou po tmavě zlatou. Ulita je lesklá a křehká.

Ukázky druhové rozmanitosti
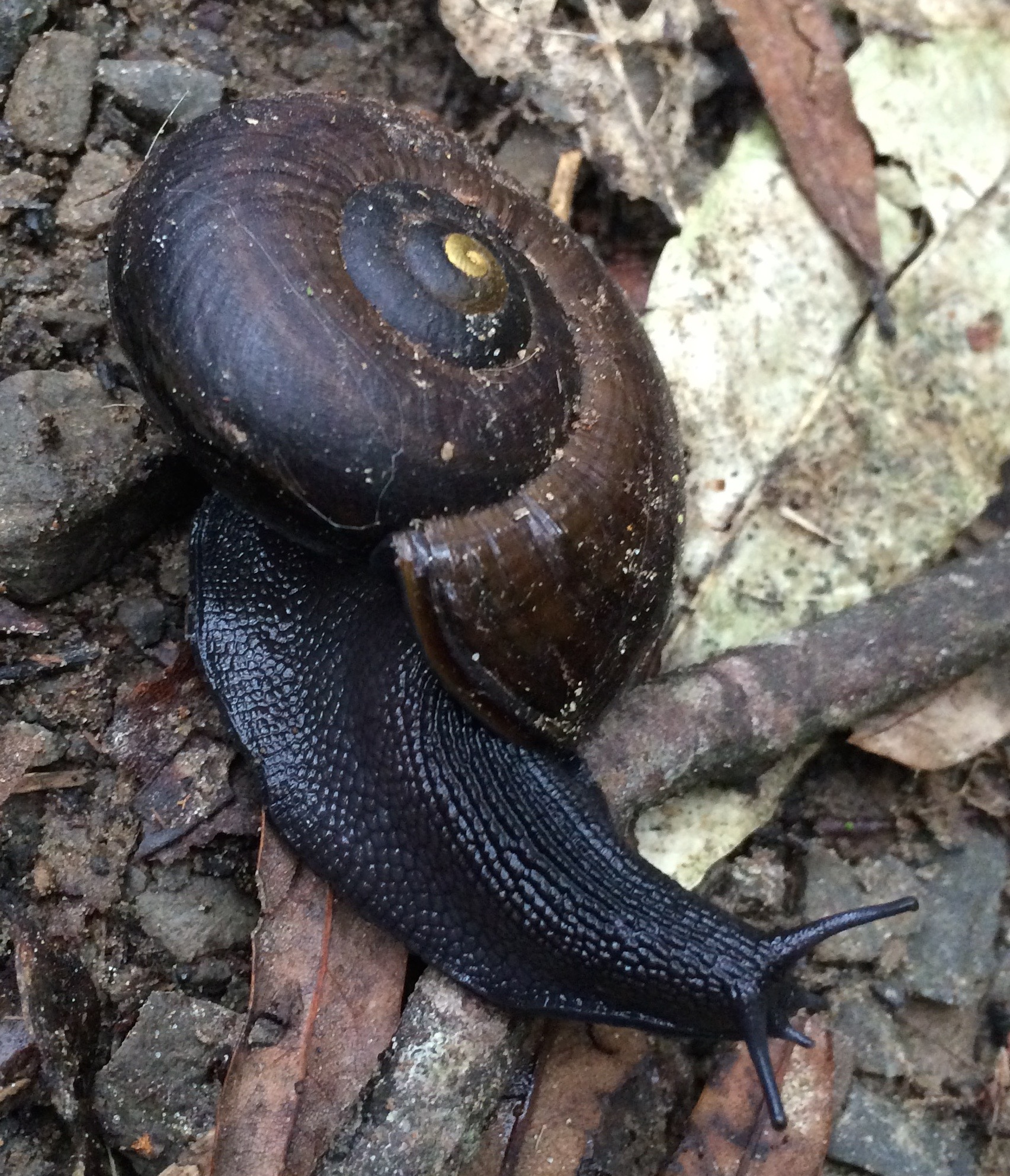
Powelliphanta traversi traversi
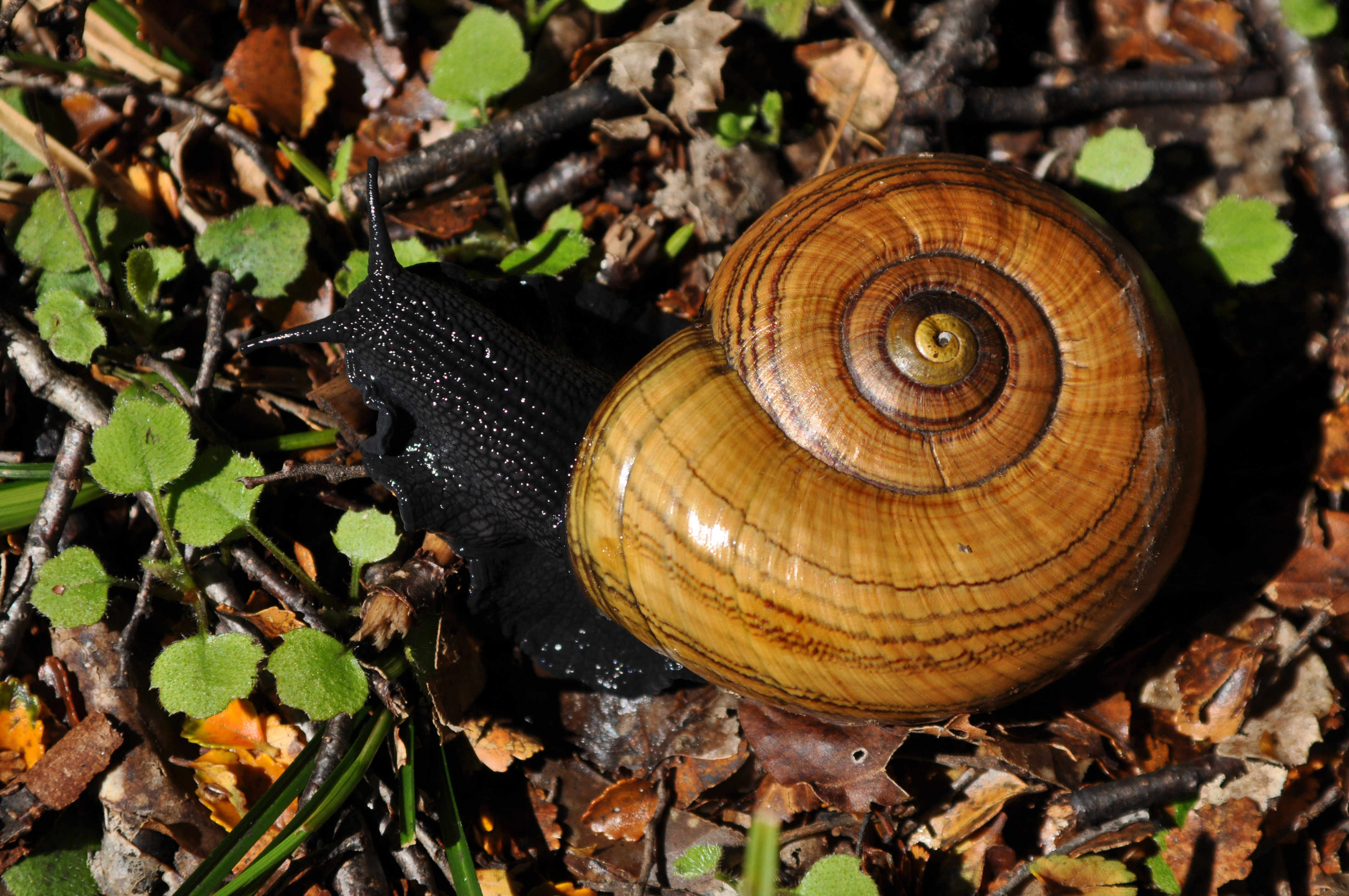
Powelliphanta hochstetteri hochstetter
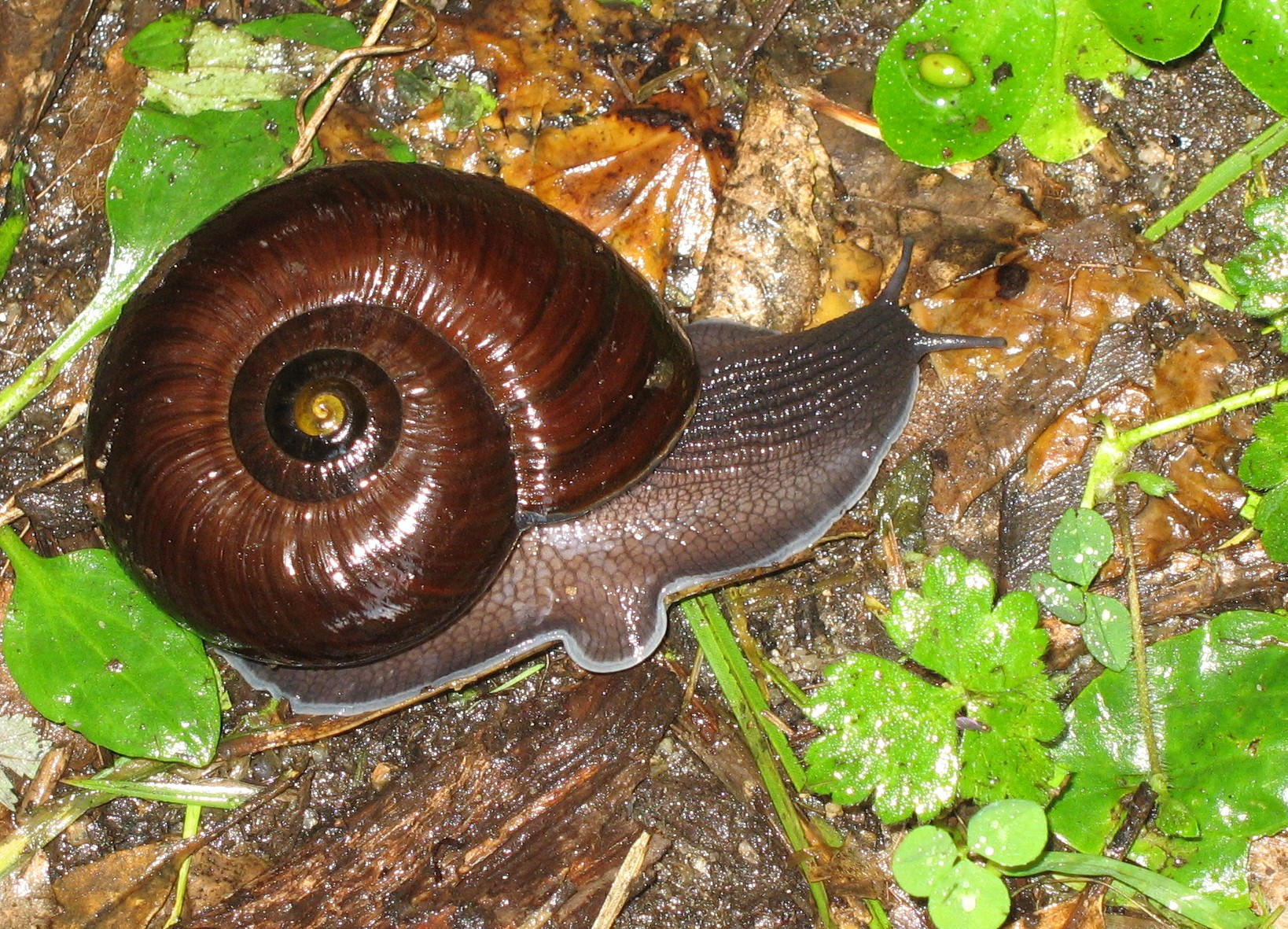
Powelliphanta annectens
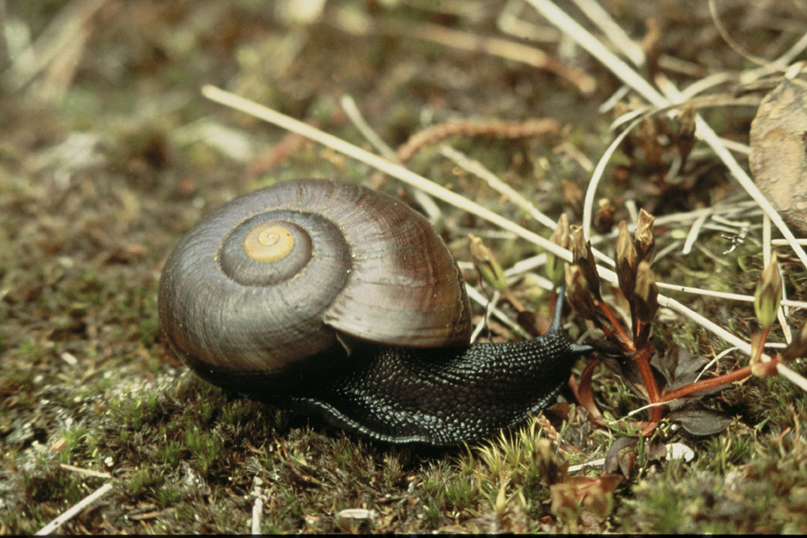
Powelliphanta marchanti

## Biologie

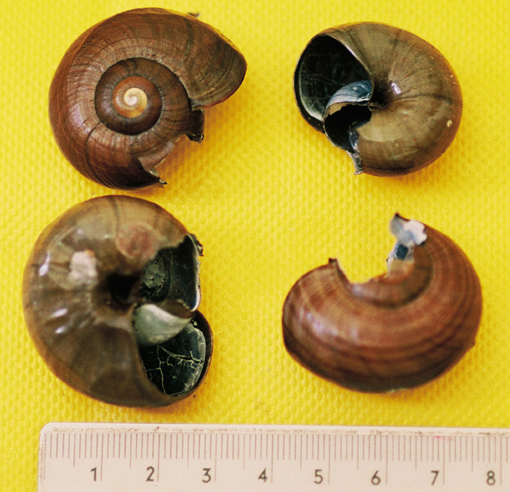
Ulita Powelliphanta traversi ohlodaná kusuem liščím

Jedná se o noční plže. Jsou to hermafrodité. Mohou naklást až 10 vajíček za rok. Každé vajíčko je 12–14 mm dlouhé s pevnou růžovou skořápkou, která připomíná vejce malého ptáka. U nížinatých druhů se vajíčko vyvíjí 2–6 měsíců, vajíčka z vyšších poloh potřebují k dozrání i 12–14 měsíců. Mladí plži rostou jen velmi pomalu. Pohlavní dospělosti dosahují až v 5–6 letech. Mohou se dožít až 20 let.
Živí se masožravě, což je na plže dosti nezvyklé. Požírají hlavně žížaly, které vsakuje dovnitř velkých úst podobně jako člověk saje špagety. Brzy po vsáknutí se žížala udusí. Není zcela jasné, jakým způsobem tito plži žížaly nachází. Vedle žížal požírají také jiné plže.

## Ohrožení a ochrana
Všichni zástupci rodu jsou hodnoceni na různých stupních ohrožení. V minulosti byla hlavním problémem plžů ztráta přirozeného prostředí nebo jeho přeměna na obhospodařovanou krajinu. Tato přeměna stále pokračuje, i když pomaleji a v menším měřítku než v minulosti. Novodobé ohrožení představují hlavně invazivní druhy savců, zvláště zdivočelá prasata, krysy a kusuové liščí. Lokálně mohou plže ohrozit i ježci nebo introdukovaní drozdi zpěvní. Nejvýznamnějším přirozeným predátorem je chřástal weka.
V minulosti byli plži Powelliphanta s oblibou sbíráni lidmi pro jejich barevné ulity. To však bylo v roce 1982 postaveno mimo zákon. Ponechání prázdných ulit na místě je důležité i proto, že se ze stanovišť nevynáší vápník. K hlavním ochranným opatřením plžů Powelliphanta patří hlavně hubení savčích predátorů pomocí jedu 1080 a translokace plžů do nových, často oplocených rezervací.